# Sportovní hala v Žilině

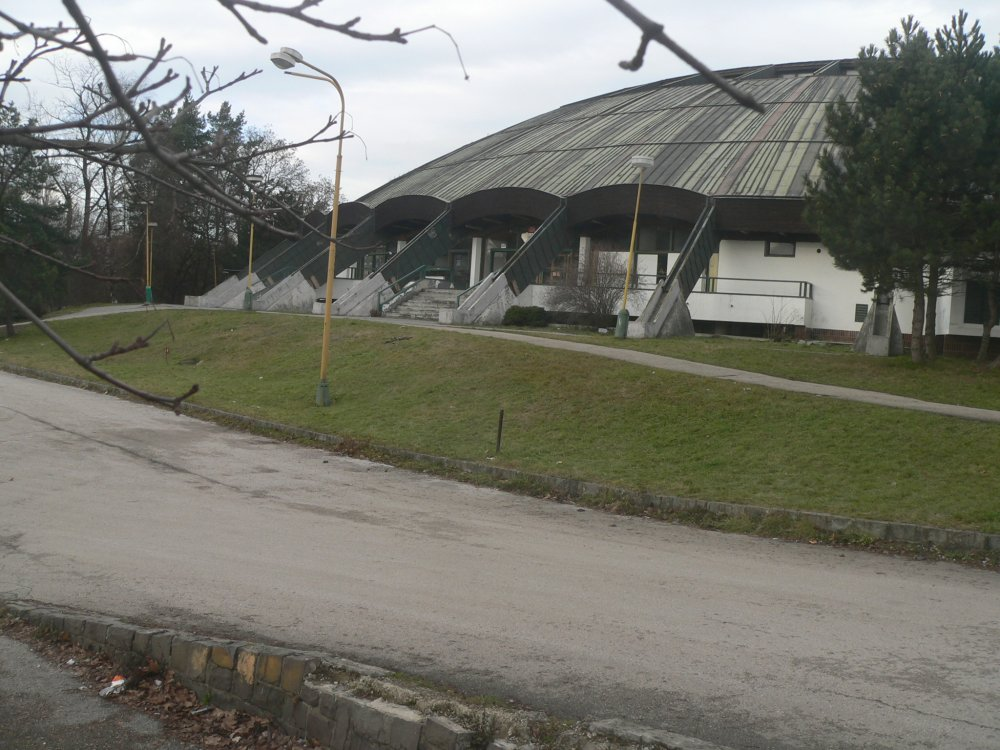
Přiznání obloukových vazníků do exteriéru

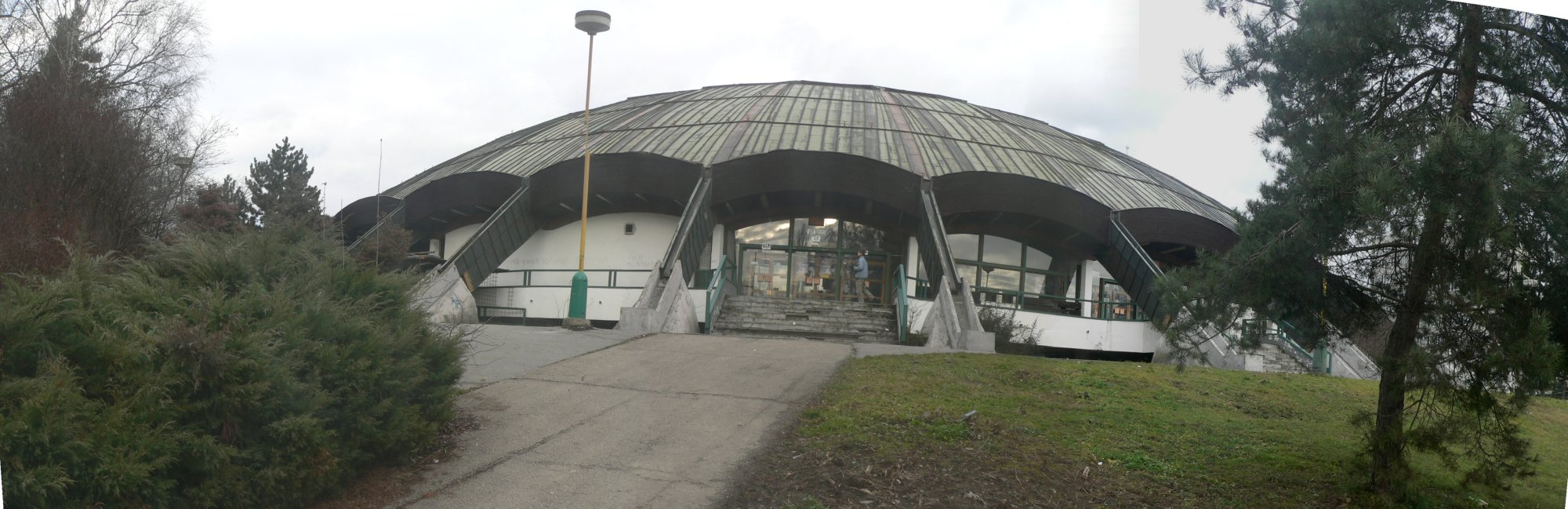
Elegantní tvar Sportovní haly – kulový vrchlík

Sportovní hala v Žilině je víceúčelová hala zaměřená především na sportovní události.

## Základní informace
- Generální projektant: Športprojekt Bratislava, ateliér 22, Žilina
- Autor: Ing. arch. Ľudovít Kupkovič, Ing. Andrej Basista, CSc.
- Výstavba: 1980–1986
- Lokalita: Vysokoškoláků 6, Žilina

## Urbanistické řešení
Urbanistické řešení objektu respektuje trasování hlavních městských komunikací. Umístěna je v blízkosti kulturně-společenského a administrativního centra města s minimálními pěšími vzdálenostmi se sídlišti, s centrem města, historickým jádrem i s rekreační zónou se sportovním areálem města. Území má nepravidelný půdorys, který je ohraničen výraznou dopravní komunikací, městským parkem a lesoparkem.

## Architektonické řešení
Autoři si zvolili pro koncepci haly neobvyklý tvar, kterým však vyřešili otázku opláštění a zastřešení. Stavba má kruhový půdorys o průměru 105 metrů, nad nímž se do výšky 18,5 metru vypíná kulový vrchlík budovy. Jeho základní nosnou konstrukci tvoří 44 dřevěných lepených plnostěnných obloukových vazníků šířky 23 cm s proměnlivou výškou od 80 do 180 cm. Střešní plášť tvoří atypické sendvičové dřevěné panely a krytina je tvořena měděným plechem. Stavba působí uceleně, elegantně a měkce. Přispívá k tomu i přiznání nosných elementů vybíhajících do exteriéru. Prstenec oken, vložených vyrovnaně po celém obvodu, rozptyluje denní světlo a nedovoluje přímé oslnění hrací plochy.
V kontrastu s nenápadnou vnější formou je vnitřní prostor překvapivě rozsáhlý a působivý. V interiéru nechali architekti plně vyznít dřevěnou konstrukci, čímž dosahují účinný výtvarný efekt.
V roce 2009 se ale začalo s demolicí haly, která předchází její komplexní rekonstrukci, včetně okolí objektu.

## Kapacity haly
Základní divácké kapacity jsou dány stabilními sedadly pro 2000 diváků a vstupními tribunami pro 1200 diváků. Volnými sedadly na hrací ploše je možné zvýšit celkovou kapacitu na 6000 sedících návštěvníků.

## Ocenění
- Cena Dušana Jurkoviče za rok 1986 při ocenění se vyzdvihla především vysoká kvalita a účelnost haly, její neobvyklé, efektní a efektivní zastřešení.